# Салас, Иосиф Чма

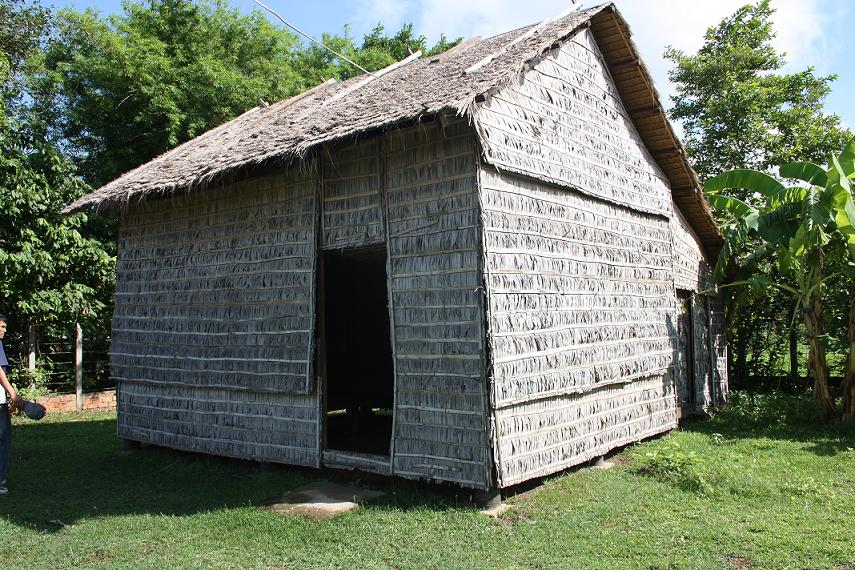
Реплика часовни, в которой проживал епископ Иосиф Чма Салас во время режима красных кхмеров до своей смерти от истощения в 1977 году

Иосиф Чма Салас (кхмер. យ៉ូសែប ឆ្មារសាឡាស់}, англ. Joseph Chhmar Salas, 21 октября 1937 года, Пномпень, Камбоджа — сентябрь 1977 года, Камбоджа) — католический прелат, епископ Пномпеня с 30 апреля 1976 года по сентябрь 1977 года. Первый в истории кхмерский католический епископ.

## Биография
Родился 21 октября 1937 года в Пномпене, Камбоджа. Изучал богословие и философию в Париже в семинарии миссионерской конгрегации «Парижское общество заграничных миссий». 24 июня 1964 года был рукоположён в священника во Франции, после чего был отправлен в Камбоджу для служения в Апостольской префектуре Баттамбанга. Через некоторое время снова выехал во Францию, чтобы продолжить там богословское образование.
В начале апреля 1975 года власть в Камбодже захватили красные кхмеры, которые образовали Демократическую Кампучию и сразу же запретили исповедование любой религии. В Кампучии был издан закон, согласно которому из страны высылались все иностранные священнослужители, а местные отправлялись на принудительные работы на рисовые поля. Многие священнослужители были казнены. Апостольский викарий Пномпеня французский епископ Ив-Жорж-Рене Рамус перед своей высылкой ходатайствовал перед Святым Престолом рукоположить Иосифа Чма Саласа в епископа и вызвал его из Франции.
6 апреля 1975 года Римский папа Павел VI назначил Иосифа Чма Саласа титулярным епископом Сигуса и вспомогательным епископом апостольского викариата Пномпеня. 14 апреля 1975 года за три дня до захвата Пномпеня красными кхмерами состоялось рукоположение Иосифа Чма Саласа в епископа, которое совершил титулярный епископ Пизиты и епископ Пномпеня Ив-Жорж-Рене Рамус.
30 апреля 1975 года епископ Ив-Жорж-Рене Рамус был выслан из Кампучии со многими иностранными миссионерами и монашествующими. Большинству кхмерских священников было запрещено выезжать из страны и многие из них были сосланы на принудительные работы. В 1976 году епископ Ив-Жорж-Рене Рамус подал в отставку и 30 апреля 1976 года Римский папа Павел VI назначил Иосифа Чма Саласа апостольским викарием Пномпеня, который в то время уже находился в ссылке.
Скончался предположительно в сентябре 1977 года от истощения. 1 мая 2015 года католическая община Камбоджи официально ходатайствовала перед Святым Престолом о причислении Иосифа Чма Саласа и других тридцати трёх камбоджийских католиков к лику мучеников.